# الثابت والمتحول (كتاب)
الثابت والمتحول بحث في الإبداع والاتباع عند العرب هو كتاب من أربعة أجزاء من تأليف الشاعر السوري اللبناني أدونيس؛ صدرت الطبعة الأولى منه العام 1973 (بثلاثة أجزاء)، إلاّ أنّه ومع كلِّ صدورٍ طبعة جديدة للكتاب، يُثير جدلاً واسعاً بين رفض ما جاء به، أو قبوله.

## عن الكتاب
الكتاب هو في الأساس أطروحة الدكتوراه التي قدمها أدونيس (واسمه الحقيقي: علي أحمد إسبر) في جامعة القديس يوسف في بيروت في العام 1973 بإشراف بولس نويا اليسوعي،
يعرض الكتاب رؤية العرب المُنطلقة من الإيمان بأنّ الدين الإسلامي هو أساسُ النظرةِ إلى الحياة والغيب معاً، وبذلك فقد رُبط بشكلٍ كبير في نواحي الحياة كافة، فيبدأ بهذا الأصل في الجزء الأول باعتباره ثابتاً حتّى يصل لسؤالِ الجزء الرابع «هل علم جمال الشعر هو علم جمال الثبات أو علم جمال التغيّر؟»

## عناوين الأجزاء
صدر الكتاب في بيروت في عدة طبعات عن دار الفكر ودار العودة ودار الساقي… وصدر في طبعاته الأولى بثلاثة أجزاء ثم صدر بأربعة أجزاء بحسب العناوين الآتية:
- الجزء الأول: الأصول
- الجزء الثاني: تأصيل الأصول
- الجزء الثالث، صدمة الحداثة وسلطة الموروث الديني
- الجزء الرابع، صدمة الحداثة وسلطة الموروث الشعري[11]